# Santiago Yucuyachi
Santiago Yucuyachi är en ort i Mexiko.   Den ligger i kommunen Santiago Yucuyachi och delstaten Oaxaca, i den sydöstra delen av landet, 220 km söder om huvudstaden Mexico City. Santiago Yucuyachi ligger 1 449 meter över havet och antalet invånare är 444.
Terrängen runt Santiago Yucuyachi är huvudsakligen kuperad. Santiago Yucuyachi ligger nere i en dal. Runt Santiago Yucuyachi är det glesbefolkat, med 14 invånare per kvadratkilometer. Närmaste större samhälle är Santiago Tamazola, 7,4 km norr om Santiago Yucuyachi. I omgivningarna runt Santiago Yucuyachi växer huvudsakligen savannskog.